# Formula One Arcade
Formula One Arcade — компьютерная игра, разработанная Studio 33 и изданная Sony Computer Entertainment для платформы PlayStation. На обложке игры слева направо изображены болиды Эдди Ирвайна, Михаэля Шумахера и Ярно Трулли.

## Геймплей
Formula One Arcade базируется на сезоне 2001 года Формулы-1, в основе игры стоят безумные гонки, сопряжённые с нереалистичными элементами. Игрок должен завершить быструю гонку из нескольких кругов, при этом собирая чекпоинты, чтобы накапливать больше времени, а также собирать бонусы вроде ускорителей (делают машину быстрее), огромных шин (делают машину более управляемой) и щитов (делают машину неуязвимой).